# Robert Capron
Robert Banfield Capron (Providence (Rhode Island), 9 juli 1998) is een Amerikaans acteur.

## Carrière
Capron begon in 2009 als jeugdacteur met acteren in de film Bride Wars, waarna hij nog meerdere rollen speelde in films en televisieseries. Capron is het meest bekend van zijn rol als Rowley Jefferson in de films Diary of a Wimpy Kid (2010), Diary of a Wimpy Kid: Rodrick Rules (2011) en Diary of a Wimpy Kid: Dog Days (2012).

## Filmografie

### Films
Uitgezonderd korte films.
- 2017 The Polka King - als David Lewan
- 2016 Annabelle Hooper and the Ghosts of Nantucket - als Jake McFeeley
- 2013 Tarzan - als Derek (stem)
- 2013 The Way Way Back - als Kyle
- 2012 Frankenweenie - als Bob (stem)
- 2012 Diary of a Wimpy Kid: Dog Days - als Rowley Jefferson
- 2012 The Three Stooges - als jonge
- 2011 Diary of a Wimpy Kid: Rodrick Rules - als Rowley Jefferson
- 2010 The Sorcerer's Apprentice - als vriend van Dave in zijn jeugd
- 2010 Diary of a Wimpy Kid - als Rowley Jefferson
- 2009 Hachi: A Dog's Tale - als student
- 2009 Bride Wars - als student

### Televisieseries
Uitgezonderd eenmalige gastrollen.
- 2014-2018 Elementary - als Mason - 8 afl.

## Young Artist Awards
- 2013 in de categorie Beste Optreden door een Jeugdige Acteur in een Film met de film Diary of a Wimpy Kid: Dog Days - gewonnen.
- 2013 in de categorie Beste Optreden door een Jeugdige Cast in een Film met de film Diary of a Wimpy Kid: Dog Days - gewonnen.
- 2012 in de categorie Beste Optreden door een Jeugdige Acteur in een Film met de film Diary of a Wimpy Kid: Rodrick Rules - genomineerd.
- 2011 in de categorie Beste Optreden door een Jeugdige Cast in een Film met de film Diary of a Wimpy Kid - gewonnen.
- 2011 in de categorie Beste Optreden door een Jeugdige Acteur in een Film met de film Diary of a Wimpy Kid - genomineerd.

- Biblioteca Nacional de España: XX5286222
- Bibliothèque nationale de France: cb16507190m (data)
- International Standard Name Identifier: 0000 0003 6255 794X
- Library of Congress Control Number: no2010123833
- Nationale Bibliotheek van Tsjechië: xx0194081
- Virtual International Authority File: 227572391
- WorldCat: E39PBJrRbHdGb4VJQ7g3FVH9jC